# Ha-Sezon

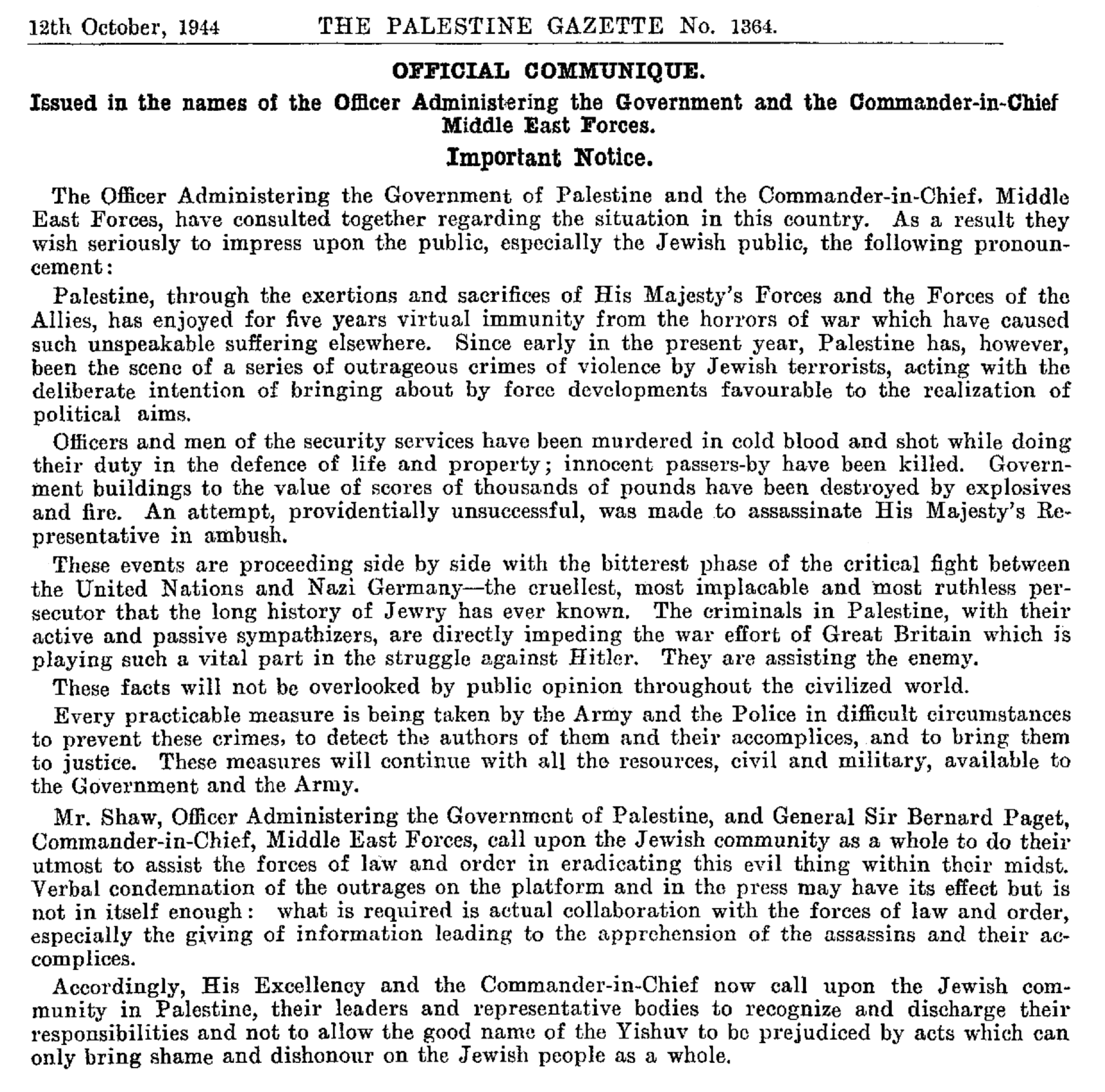
Brytyjski komunikat potępiający żydowski terror w Palestynie (1944)

Ha-Sezon (hebr. הסזון, Ha-Sezon, ang. the Saison) – kryptonim działań Hagany i Palmachu rozpoczętych pod koniec 1944 roku i trwających do wiosny 1945 roku, które miały na celu sparaliżowanie działań Irgunu (Ecelu) przeciwko Brytyjczykom w Mandacie Palestyny. Członkowie Irgunu używali określenia „sezon polowań” (od fr. la saison de chasse, hebr. עונת ציד, unat cajid). Rozpoczęcie działań przeciwko Irgunowi wiązało się z ogłoszeniem przez jego przywódcę Menachema Begina rewolty przeciwko Brytyjczykom, a także z nasileniem się działań Irgunu i Lechi w mandacie i poza jego granicami.
Pomimo działań podjętych przez Haganę, Palmach i mandatowe struktury, nie udało się aresztować głównego dowództwa Irgunu, w tym Begina. Jednak organizacja ta zmuszona była wstrzymać działania przeciw Brytyjczykom, a wielu jej członków zostało aresztowanych lub internowanych w Afryce. Wraz z nasilającym się oporem społeczności żydowskiej wobec „sezonu polowań”, w 1945 roku ogłoszono ich koniec.

## Tło wydarzeń
We wrześniu 1939 roku, po wybuchu II wojny światowej, przywódca rewizjonistycznych syjonistów Ze’ew Żabotyński napisał do wszystkich struktur w ruchu, w tym do ówczesnego dowódcy Irgunu Dawida Razi’ela, że należy zaprzestać jakiegokolwiek konfliktu z brytyjskimi władzami mandatowymi, a ruch syjonistyczny powinien udzielić wsparcia aliantom. 10 września poparcie dla Aliantów wyraziła także Nowa Organizacja Syjonistyczna. W październiku Razi’el podpisał porozumienie z Alanem Saundersem, inspektorem generalnym policji i więzień w Mandacie Palestyny, w którym zobowiązał się wstrzymać działania zbrojne przeciwko Brytyjczykom.
26 stycznia 1944 roku dowódcą Irgunu został oficjalnie Menachem Begin, a 1 lutego ogłosił rewoltę. Uzasadnił ją tym, że ugoda z władzami mandatowymi została podpisana na długo przed tym, zanim Jiszuw dowiedział się o Zagładzie. Według Begina Brytyjczycy sami doprowadzili do jej zerwania, blokując żydowską imigrację do Palestyny i „wydali naszych braci Hitlerowi”. Celem rewolty było osiągnięcie stanu, w którym Wielka Brytania zaczęłaby postrzegać swoją obecność w Palestynie jako ciążący koszt, a społeczność międzynarodowa uznałaby Brytyjczyków za nieumiejących utrzymać porządku społecznego w kolonii.
Działania zapobiegawcze podejmowane ze strony Jiszuwu, Hagany i Agencji Żydowskiej okazały się nieskuteczne i 1 października Brytyjczycy wydali oficjalny komunikat wzywający do aktywnej współpracy ze służbami porządkowymi. Jednak ani zatrzymania członków Irgunu, ani wyznaczenie nagrody w wysokości 8000 funtów za Begina nie poprawiły sytuacji. 20 października Hagana utworzyła specjalny kurs dla swoich członków, którzy mieli zostać oddelegowani do działań przeciw Irgunowi.
W tym samym roku, w listopadzie, Lechi dokonało zamachu w Kairze na Waltera Guinnessa, barona Moyne, który odpowiadał za administrowanie brytyjskimi koloniami na Bliskim Wschodzie. Zabójstwo zostało potępione nie tylko przez władze Jiszuwu, ale także przez Irgun, który odciął się od udziału w zamachu. Władze Jiszuwu, Agencji Żydowskiej oraz dowództwo Hagany (m.in. Elijjahu Golomb, Mosze Sne i Jisra’el Galili) wezwały do zaprzestania ataków na Brytyjczyków do końca II wojny światowej, w obawie przed możliwością zmiany polityki Wielkiej Brytanii wobec Jiszuwu i ruchu syjonistycznego. Natan Jelin-Mor, który reprezentował Lechi, odrzucił żądania i zastrzegł, że jakakolwiek forma represji wobec członków jego organizacji spotka się ze stanowczą odpowiedzią .

## Przebieg i skutki

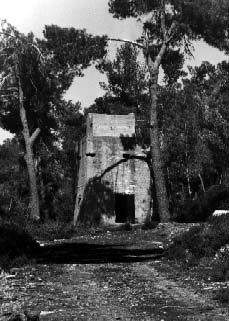
Obóz odosobnienia podczas Ha-Sezonu

Hagana podjęła działania przeciwko Irgunowi już w momencie, kiedy Begin ogłosił rewoltę. Po zabójstwie Guinnessa zdecydowano, że sezon będzie obwiązywał obie organizacje – Irgun i Lechi. Jednak z czasem Jelin-Mor doszedł do porozumienia z Golombem. Dowództwo Lechi obiecało wstrzymać swoje działania na pół roku w zamian za pominięcie członków Lechi w operacji. Wobec tego działania Hagany i władz mandatowych objęły tylko Irgun.
7 listopada Agencja Żydowska podjęła decyzję o nawiązaniu współpracy z władzami brytyjskimi w celu walki z rewizjonistami. W dniach 20–21 listopada odbyła się konferencja Histadrutu. Uznano na niej, że „terror jest drogą ku zgubie narodu żydowskiego, Jiszuwu i nadziei Izraela”. W jej trakcie Dawid Ben Gurion przedstawił cztery punkty walki z terrorem żydowskim :
- wydalenie z miejsca pracy (np. urzędu, szkoły, fabryki) osoby, która jest członkiem organizacji terrorystycznej lub ją wspomaga,
- zakaz wsparcia finansowego,
- zakaz udzielania schronienia,
- współpraca z władzami mandatowymi w walce z terrorystami.

Podczas operacji Hagana i Palmach wydawały Brytyjczykom dane osób, które należy zatrzymać. W trakcie całego sezonu była to liczba ponad 1000 osób, w tym 25 byłych członków Irgunu służących w British Army, a także wielu byłych działaczy rewizjonistycznych bez powiązań z Ecelem. Część z bojowników była zatrzymywana przez Haganę i przesłuchiwana różnymi metodami, zanim zostali wydani Brytyjczykom. John Bell podaje, że stosowano pobicia, wyłamywanie palców, symulowane egzekucje (np. w wypadku Elijjahu Tawina, szefa wywiadu Irgunu) czy zastraszenia. Służby brytyjskie zatrzymały między innymi Elijjahu Lankina (dowódcę Irgunu na obszar Jerozolimy), Szlomo Lewiego (członka kwatery głównej), Ja’akowa Meridora (zastępcę Begina), Elijjahu Rawida (zbrojmistrza Irgunu), Daniela Janowskiego (działacza rewizjonistycznego, sekretarza wspólnoty żydowskiej w Jerozolimie) czy Mordechaja Korngolda (członka Brit Chaszmonaim oraz No’ar ha-Owed). Ze strony Brytyjczyków wobec członków Irgunu stosowano również deportację do obozów internowania w Erytrei. Jeszcze 19 października do Afryki wysłano 251 więźniów z Akki i Latrun. Część z nich powróciła do Izraela dopiero w 1948 roku . Wśród stosowanych metod były również zwolnienia z pracy, pobicia, wydalenia ze szkół. Wraz z upływem czasu dowództwo Hagany zaczęło się obawiać, czy polityka ta nie doprowadzi do zdecydowanej odpowiedzi ze strony Irgunu.
W marcu 1945 roku dowództwo Hagany zapowiedziało, że w związku z brakiem zadowalających rezultatów sezon zostanie zakończony. Pomimo zatrzymań, Ecel wciąż był w stanie uzupełniać swoje braki kadrowe nowymi członkami, którzy nie byli znani ani Brytyjczykom, ani Haganie, co utrudniało ich lokalizację. Również część działaczy Jiszuwu poddała wątpliwości skuteczność sezonu, tym bardziej że relacje ruchu syjonistycznego z Brytyjczykami nie uległy znaczącej poprawie. Przeciwko wydawaniu członków Irgunu wypowiedział się Naczelny Rabinat Mandatu Palestyny. Swój brak odpowiedzi na sezon, mimo sprzeciwu części dowódców Irgunu nawołujących do odwetu, Begin uzasadniał tym, iż nie chciał rozpoczynać w Palestynie wojny domowej pomiędzy Żydami.
Według Jehudy Lapidota do marca 1945 roku Hagana przekazała służbom brytyjskim 830 osób powiązanych z Irgunem lub ruchem rewizjonistycznym. Jeszcze w grudniu 1944 roku Chaim Weizman w liście do premiera Wielkiej Brytanii Winstona Churchilla informował, że policji mandatowej przekazano listę 500 osób, z czego zatrzymano do tego czasu 250. Nie udało się zatrzymać Begina, który znajdował się w ukryciu, a także Ejtana Liwniego, szefa operacji Irgunu w kwaterze głównej. Haganie udało się także zlikwidować skład broni Irgunu w Petach Tikwie, z którego zarekwirowano trzy tony ładunków wybuchowych, amunicji i broni. Zlikwidowano również skład broni w Hajfie. Udało się także zlikwidować oddział Ecelu w Safedzie. Wspólna operacja Brytyjczyków i Hagany, z racji na jej charakter i sposób prowadzenia, nazywana była przez członków Irgunu sezonem polowań.
W maju 1945 roku Irgun powrócił do działań przeciwko Brytyjczykom. W różnych miejscach mandatu uszkodzono linie telegraficzne i telefoniczne. W lipcu tego samego roku doszło do odnowienia współpracy Ecelu z Lechi. Powołano radę polityczną, której zadaniem była koordynacja terminów operacji obu organizacji oraz wspólny zespół planujący operacje. W październiku 1945 roku doszło do podpisania porozumienia pomiędzy Haganą, Lechi i Irgunem w celu utworzenia Hebrajskiego Ruchu Oporu (hebr. תנועת המרי העברית, Tnu’at Hamri ha-Iwrit). Jego celem było podjęcie walki z rządem brytyjskim, który pomimo zakończenia II wojny światowej nie zmienił swojej polityki względem imigracji żydowskiej do Palestyny i samego państwa żydowskiego. Istniał on w latach 1945–1946 i centralizował wysiłki przeciw Brytyjczykom i zakładał trzy etapy walki. Pierwszym były ataki na elementy utrudniające żydowską imigrację (np. porty, radary, okręty), następnie ataki na instytucje i urzędy związane z władzami mandatu i organami porządkowymi. Trzecim, najbardziej bezkompromisowy, objąć miał ataki na infrastrukturę drogową, paliwową, koszary.